# Beppu

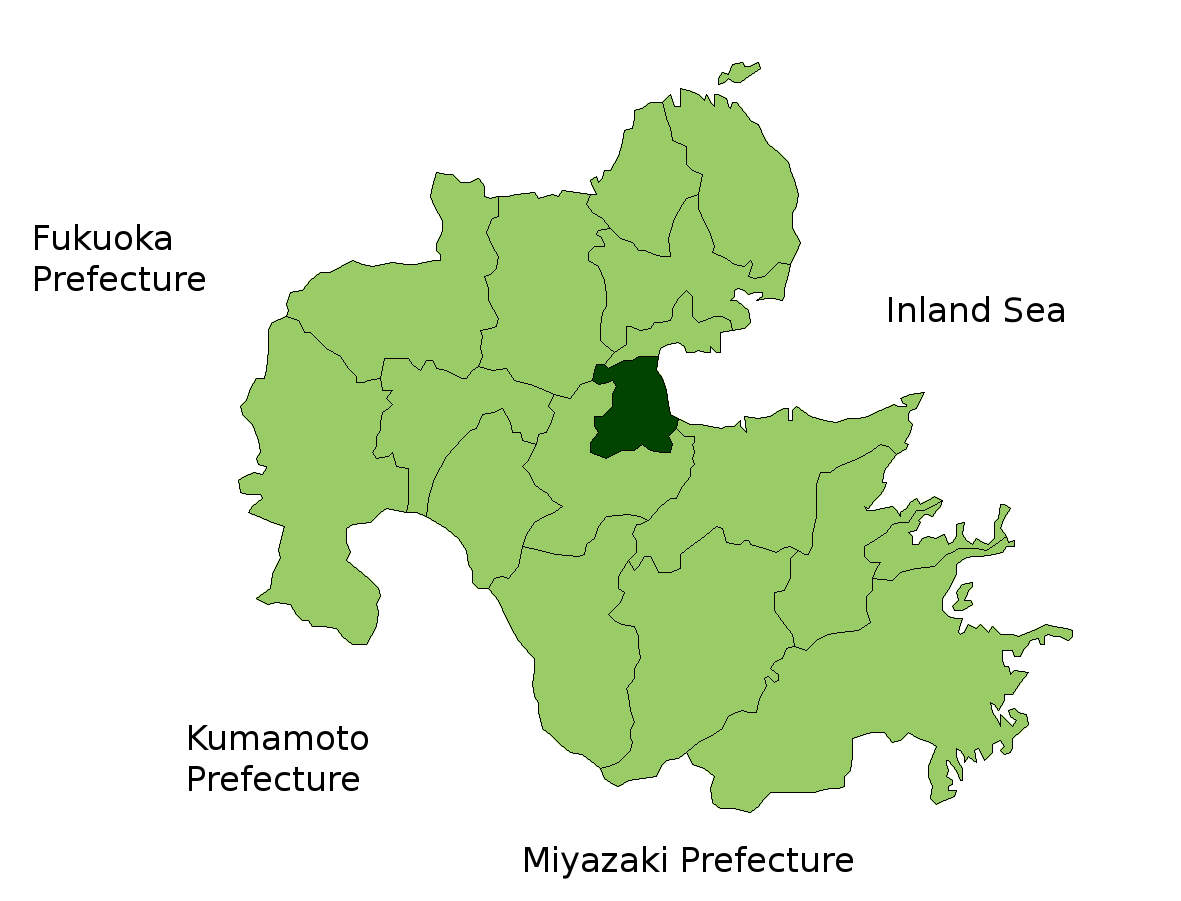

Beppu (別府市 Beppu-shi?) este un municipiu din Japonia, prefectura Ōita.